# Pine barrens
Pine barrens (= ”fyrretræsødemarker”) er de plantesamfund, som opstår på tørre og sure, næringsfattige jordbundstyper, hvor de er domineret af græsser, stauder, lave buske og – som navnet siger – af lave til mellemhøje fyrretræer. De findes flere steder i USA, (fra Florida til Maine og i Midtvesten), i Canada og i de nordlige dele af Eurasien. De mest vidtstrakte dannes på områder med sandede aflejringer fra sidste istid, heriblandt smeltevandssletter, søbredder og udvaskede terrasser langs vandløb.

## Beskrivelse

### Botanik
I Nordamerika er de mest almindelige ødemarkstræer banksfyr, harpiksfyr, begfyr, marylandeg og buskeg. I skovbunden finds græsser, halvgræsser og stauder. Planter fra lyng-familien, så som blåbær and melbærris og blandt buskene ses arter af pil og hassel. Disse arter har tilpasninger, som sætter dem I stand til at overleve skovbrande.
I Europa klassificerer man disse vegetationer under navnet Vaccinio uliginosi-Pinion sylvestris. Her findes de i et bredt bælte nord for de stedsegrønne nåleskove og som øer i taigaen, hvor jorden er tør og sur. Her er vegetationerne domineret af skovfyr med bund af blåbær, tyttebær, dværgbirk og mosepost. I skovbunden ses også enblomstret vintergrøn, almindelig majblomst, skovsyre og håret frytle. Desuden findes en stor mængde mosser og laver og mosser.

### Skovbrand
De forkomne vegetationer på disse ødemarker er meget sårbare over for skovbrande. I løbet af sommeren tørrer jordbundens øverste lag ud, og samtidig bliver fyrretræernes nåle meget tørre. Ved den mindste gnist antændes både træer, førne og den tørveagtige jord, og området bliver nøgent og askedækket. Men mange af planterne har udviklet metoder til at klare sig alligevel, så allerede efter få år står skovbunden igen fuld af urter, mens små buske og nyspirede træer er på vej op.
Hvis ikke disse brande antænder vegetationen, sætter successionen sig igennem, og løvbærende træer som vortebirk, almindelig røn og bævreasp breder sig. Nogle få år senere vil man også finde almindelig hassel, flere arter af pil og vintereg på det tidligere afbrændte område, som efterhånden vil få karakter af egentlig taiga.

## References
1. ↑  Oleg Polunin og Martin Walters: A Guide to the Vegetation of Britain and Europe, 1985 ISBN 0-19-217713-3 side 30-33
2. ↑  John McPhee: The Pine Barrens, 1968, ISBN 978-0-374-51442-6 side 118–120